# 第1極東戦線
第1極東戦線（ロシア語: 1-й Дальневосточный фронт、第1極東方面軍、もしくは第1極東正面軍とも）は、第二次世界大戦末期（ソ連対日参戦時）にソ連極東地域に設置された赤軍の方面軍級部隊である。

## 概要
1945年8月5日、沿海軍集団（第1赤旗軍、第5軍、第25軍、第35軍、第9航空軍）、チュグエフカ作戦集団、第10機械化軍団から編成された。戦線の指揮機関は、カレリア戦線に基づき編成された。戦線の部隊は、沿海地方のグレロヴォ駅から朝鮮との国境にかけて展開した。
8月9日～9月2日、戦線は、ハルビン・吉林方面において、戦略満洲作戦に参加した。第1極東戦線は、ザバイカル戦線、第2極東戦線及び太平洋艦隊と協同で、山岳・森林地帯の要塞を突破し、関東軍の第一方面軍と第十七方面軍を撃破して、満洲東部、遼東半島、38度線以北の朝鮮半島を占領した。
1945年10月1日、9月10日付最高司令部スタフカの命令に基づき、第1極東戦線は解散され、その指揮機関は沿海軍管区に再編された。

## 編制
- 第1赤旗軍 - 司令官アファナシー・ベロボロドフ大将
- 第5軍 - 司令官ニコライ・クルイロフ大将
- 第25軍 - 司令官イワン・チスチャコフ大将
- 第35軍
- 第10機械化軍団
- 第9航空軍

## 指揮官
- 司令官：キリル・メレツコフソ連邦元帥
- 軍事会議議員：テレンチー・シュトィコフ大将
- 参謀長：A.クルチコフ中将

## 終戦時隷下部隊
- 第1赤旗軍 - 司令官アファナシー・ベロボロドフ大将
- 第5軍 - 司令官ニコライ・クルイロフ大将
- 第25軍 - 司令官イワン・チスチャコフ大将
- 第35軍
- 第10機械化軍団
- 第9航空軍